# جزيرة بوتيران
جزيرة بوتيران وهي جزيرة من جزر إندونيسيا، وتقع في إقليم جاوة الشرقية.